# Рентгенівська нова
Рентге́нівська нова́ (рентгенівська новоподібна, англ. Soft X-ray transient, SXT — м'яка рентгенівська тимчасова) — короткоперіодична маломасивна рентгенівська подвійна зоря з орбітальним періодом декілька годин. Інтенсивність рентгенівського випромінювання під час рідкісного спалаху зростає у 100—10 000 000 разів (відносно інтенсивності у фазі спокою) протягом днів або тижнів. Одночасно зі зростанням рентгенівського випромінювання, зростає й видима світність на 6—10 видимих зоряних величин. 

## Характеристики
У фазі спокою рентгенівська світність перебуває в межах 1030 — 1032 ерг/с; у цій фазі мінімуму подвійна зоря перебуває понад 95 % часу. Однак деколи протягом днів чи тижнів рентгенівська світність зростає до величини 1036—1039 ерг/с і цей спалах триває від місяців до років. На початку спалаху домінує жорстке рентгенівське випромінювання, а в міру його перебігу воно стає все м'якішим. Одночасно зі зростанням та зменшенням рентгенівської світності, змінюється й видима світність на величину від 6 до 10 зоряних величин. Оскільки вигляд кривої світності схожий на криву нової зорі, а під час спалаху на рентгенівських хвилях випромінюється приблизно у тисячу разів більше енергії, ніж у видимих хвилях, такі спалахи отримали назву «рентгенівських нових».
Під час спалаху у видимому спектрі домінують лінії емісії, а у мінімумі спектр відповідає пізній зорі головної послідовності або субгіганту зі спектральним класом K або M. У подвійних зоряних системах на мінімумі спостерігаються дуже високі променеві швидкості (до 800 км/с) та орбітальні періоди від годин до днів. Це вказує на дуже велику масу невидимого супутника системи, який має бути нейтронною зорею або чорною дірою. На інфрачервоних хвилях домінує випромінювання зорі-донора. У мінімумі світність змінюється залежно від фази орбітального періоду й спричинена еліпсоїдальною зміною світності. Сильна деформація невиродженої зорі-донора також підтверджує велику масу головного тіла системи. Деякі рентгенівські нові вважаються найкраще підтвердженими кандидатами в чорні діри зоряної маси, оскільки маса невидимого супутника суттєво перевищує три маси Сонця.
Видиме випромінювання в максимумі (під час спалаху) імовірно походить із двох джерел. По-перше, від речовини, яка нагрівається рентгенівським випромінюванням і починає випромінювати в ультрафіолеті та на видимих хвилях. По-друге, під час спалаху світність у видимому діапазоні починає зростати прямо перед зростанням рентгенівського — зростання світності здається починається з видимого діапазону й поширюється на ультрафіолетовий та рентгенівський діапазон. При цьому також спостерігається короткострокова змінність у видимому та ультрафіолетовому діапазоні протягом декількох секунд, яка отримала назву «мерехтіння» (англ. Flickering). Припускається, що мерехтіння зумовлене акрецією з внутрішньої межі акреційного диску на вироджену зорю-акретор.
Спалахи повторюються з періодичністю в десятиріччя (оскільки відсутні тривалі історичні періоди спостереження рентгенівського випромінювання, ці припущення зроблено на підставі старого моніторингу видимого неба). Це вказує на те, що спалахи не змінюють драматично такі рентгенівські подвійні. Під час та після спалахів у деяких рентгенівських нових спостерігаються «супергорби» (англ. Superhumps). Періоди таких модуляцій кривої світності відрізняються на декілька відсотків від орбітального періоду та є наслідком прецесії акреційного диску.
Під час спалахів рентгенівських нових може фіксуватися радіовипромінювання, коли у деяких ренгенівських новоподібних на високій роздільній здатності можна бачити джети як у мікроквазарів. Джети завжди утворюються та рухаються одночасно зі спалахом, а у фазі мінімуму не активні.
У діапазоні м'яких рентгенівських хвиль під час спалаху можуть спостерігатися квазіперіодичні осциляції (QPO). Ці осциляції типові для рентгенівських подвійних і показують у спектрі яскраві максимуми з підвищеною інтенсивністю. Кандидати в чорні діри не показують осциляцій вище 100 Герц, а ідентифіковані нейтронні зорі мають осциляції до тисяч Герц. QPO ймовірно виникають на внутрішній межі акреційного диску або поблизу неї.
У рентгенівських нових не спостерігалася змінність внаслідок затемнення, спричинену проходженням червоного карлика. Оскільки рентгенівське випромінювання та більша частина видимої світності утворюються безпосередньо біля компактного об'єкта, то відсутність такої змінності дозволяє зробити висновок, що акреційний диск є дуже товстим. Тому, імовірно, у таких системах із малим нахилом орбіти електромагнітне випромінювання повністю поглинається акреційним диском і для спостерігача вони не виглядають рентгенівськими новими.
У фазах спокою деякі рентгенівські нові показують обмежену змінність рентгенівського випромінювання, коли протягом декількох годин або днів рентгенівська світність може зрости до величин до 1034 ерг/с, а потім зменшитись до нормальних величин фази спокою. Ці випадки отримали назву «акреційні спалахи», оскільки навіть у фазі спокою може деколи відбуватись випадання речовини на нейтронну зорю.

## Механізм спалахів
Ренгенівські новоподібні є подвійними зорями, що складаються з зорі-донора, яка заповнила Roche-Volumen та передає речовину через точку Лагранжа L1 на компактний супутник — нейтронну зорю чи чорну діру. Внаслідок збереження обертального моменту навколо компактної зірки утворюється акреційний диск, в якому плазма через внутрішнє тертя поступово втрачає енергію й падає на компактну зорю. У фазі спокою зоря-донор віддає до акреційного диску від 10−12 до 10−10 мас Сонця на рік, а під час спалаху — до 10−8 мас Сонця на рік. Змінність коефіцієнту акреції речовини компактною зорею пояснюється зміною в'язкості у акреційному диску внаслідок бі-стабільності магніторотаційної нестабільності. Тому спалахи рентгенівської нової є аналогом спалахів карликових нових (електромагнітне випромінювання яких однак переважно зосереджено у видимій частині спектру). Оскільки у рентгенівських нових компактним об'єктом є нейтронна зоря або чорна діра, вони мають глибший гравітаційний потенціал ніж карликові нові, де компактним об'єктом є білий карлик, електромагнітне випромінювання має коротшу довжину хвиль і лежить переважно в рентгенівському діапазоні. Існує також альтернативна гіпотеза, що нестабільність закладена у коефіцієнті швидкості перенесення маси від зорі-супутника.

## Утворення
Середня відстань між компактним об'єктом та зорею-донором у таких системах становить близько десяти сонячних радіусів. Імовірно, це менше, ніж радіус зорі-попередника компактного супутника, що спалахнула як наднова, і більшість авторів припускають сценарій спільної оболонки. У цьому сценарії зоря-попередник розширилась настільки, що зоря-супутник занурилась у її атмосферу й за рахунок тертя між двома зорями скоротилась у об'ємі. Однак розподіл мас у рентгенівських нових не відповідає результатам моделювання. Розрахунки припускають, що маломасивна зоря-супутник здебільшого зливається з червоними гігантами, а масивніші зорі переживають фазу спільної оболонки. Проте більшість виявлених супутників компактних об'єктів є червоними карликами спектральних класів K або M.

## Застосування терміна
Оскільки стандартні нові зорі на пізніх фазах теж випромінюють у рентгені, в англійській мові запроваджено термін англ. Soft X-ray Transient («м'яка рентгенівська тимчасова»). У звичайних нових рентгенівське випромінювання є прямим наслідком горіння водню на поверхні білого карлика, тоді як у рентгенівських нових воно утворюється в акреційному диску чи в ударному фронті поблизу нейтронної зорі.

## Приклади
- H 1705—250 = нова Змієносця 1977 = V2107 Oph
- Нова Мухи 1991 = GU Mus
- Aql X-1
- A0620–00 = нова Єдинорога 1975 = V 616 Mon (кандидат на звання найближчої до Землі чорної діри)